# Palpita lanceolata
Palpita lanceolata là một loài bướm đêm trong họ Crambidae.